# Pagurus maculosus
Pagurus maculosus is een tienpotigensoort uit de familie van de Paguridae. De wetenschappelijke naam van de soort is voor het eerst geldig gepubliceerd in 1996 door Komai & Imafuku.